# Торваші
Торваші́ (рос. Торваши, чув. Тăрваш) — присілок у складі Цівільського району Чувашії, Росія. Входить до складу Таушкасинського сільського поселення.
Населення — 102 особи (2010; 125 у 2002).
Національний склад:
- чуваші — 99 %